# 달빛 멜로디
"달빛 멜로디"는 1985년에 개봉한 대한민국의 영화이다.

## 캐스팅
- 안소영 : 한추 역
- 임성민 : 요한 역
- 김기석 : 산도 역
- 나종미 : 송이 역
- 김진해 : 박 영감 역
- 최성권 : 신부 역
- 조선묵 : 연극배우 역